# Эсбьерг
Э́сбьорг (дат. Esbjerg) — город в Дании, важный порт и транспортный узел на западном побережье полуострова Ютландия. Административный центр коммуны Эсбьорг (область Южная Дания). Население 71 886 (2006).

## История

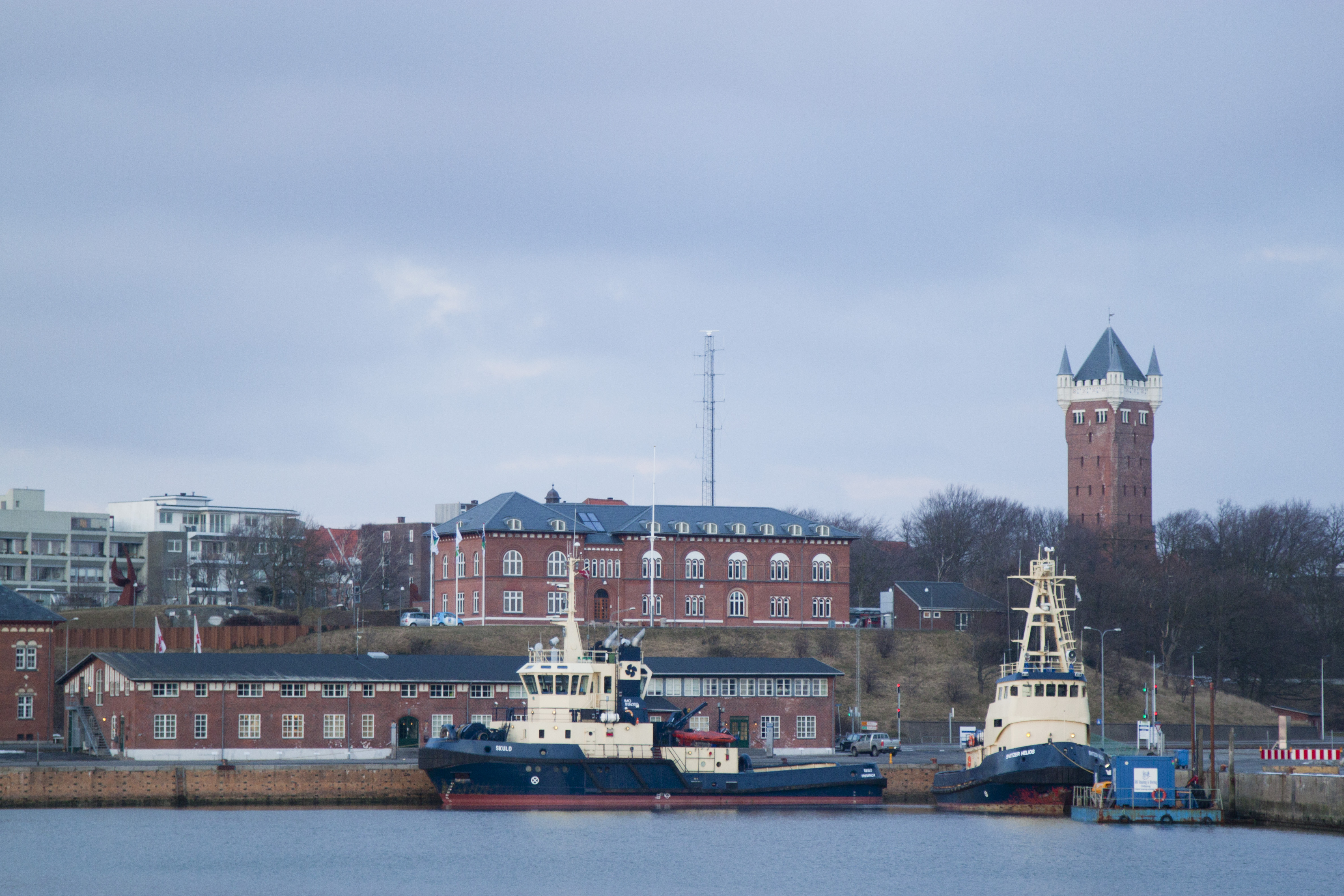
Вид на город

Город основан в 1868 году в связи с потерей Данией Шлезвига в качестве замены гавани в Альтоне (сейчас район Гамбурга, Германия), которая до этого была самым важным датским портом на берегах Северного моря. В 1874 построена железная дорога, связавшая Эсбьерг с городами Фредерисия и Варде. В этом же году было закончено строительство гавани. Она стала использоваться для экспорта сельскохозяйственной продукции. Эсбьерг получил статус города в 1899 году.

## Экономика

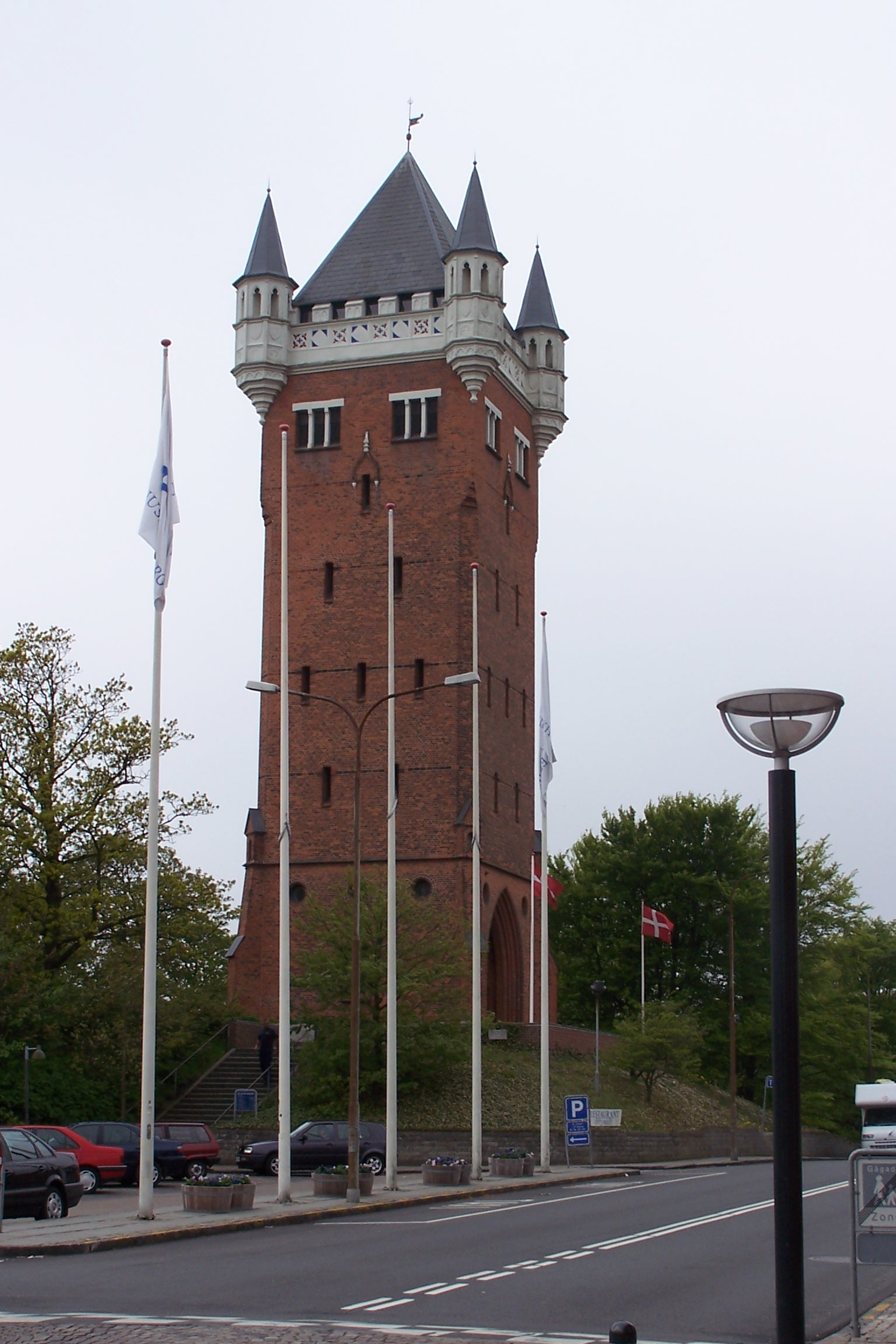
Старая водонапорная башня в Эсбьерге

Ранее Эсбьерг был самым большим рыбацким портом Дании. Сейчас рыбная промышленность — ведущая отрасль городского хозяйства. Помимо того в городе есть предприятия машино- и судостроения, нефтяной промышленности, пищевой, в том числе рыбоперерабатывающей промышленности. Производится популярный шоколадный напиток Cocio.
Через Эсбьерг экспортируется продукция мясной и молочной промышленности, преимущественно в Великобританию.

## Транспорт
Имеется паромное сообщение с городом Норбю на острове Фанё. Эсбьерг — крупный транспортный узел (железнодорожное и автосообщение, аэропорт).

## Культура и достопримечательности
В городе имеются музеи, театры (оперы и балета, драмы), библиотеки.
С 1996 года в середине августа в городе проходит ежегодный фестиваль музыки продолжительностью 9 дней. Участники фестиваля собираются на центральной площади Торвет (дат. Torvet), где устанавливается главная сцена.
В Эсбьерге располагаются отделения Университета Южной Дании (дат. Syddansk Universitet) и университета Ольборга.
На северо-западной окраине города расположено кладбище трёхсот лётчиков, павших в боях с фашистами во время Второй мировой войны.

## Спорт в Эсбьерге
Хоккей с шайбой
В городе старейший хоккейный клуб, основанный в 1964 году. Команда ХК Эсбьерг — 5-и кратный чемпион Дании. Играет в первом дивизионе Датской хоккейной лиге. Образовавшаяся в 2013 году на базе команды ХК Эсбьерг, команда Эсбьерг Энерджи играет в высшем дивизионе датского хоккея. Команды клуба играют на домашней арене Гранли Хоккей Арена.
Кёрлинг
В 2011 году в городе проходил женский чемпионат мира по кёрлингу.

## Муниципалитет Эсбьерг

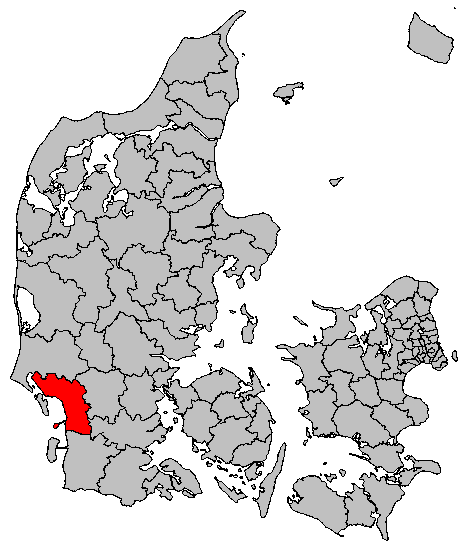
Расположение муниципалитета

Муниципалитет образован в ходе административной реформы Дании 2007 года в результате слияния бывших муниципалитетов Брамминг и Рибе. Площадь муниципалитета 741 км², население 114.097 (2005).
Соседние муниципалитеты: Тённер на юге, Хадерслев на юго-востоке, Вейен на востоке и Варде на севере. На западе расположен островной муниципалитет Фанё на одноимённом острове.

## Города-побратимы
- Сучжоу
- Йювяскюля
- Маниитсок
- Ставангер
- Щецин
- Эскильстуна
- Фьярдабиггд